# Torre Alháquime
Torre Alháquime és un municipi de la província de Cadis situat a la comarca de Sierra de Cádiz.

## Història
Segons les cròniques Torre Alháquime deu el seu nom a la família àrab dels Al Hakim a la qual pertanyia una fortalesa situada a quatre quilòmetres del castell d'Olvera, amb el qual es donava suport mútuament durant el domini musulmà de l'Àndalus. Sobre aquell lloc, un turó situat a uns 495 metres sobre el nivell del mar, s'havia fet fort un cabdill nazarí que va plantar cara a les tropes cristianes al nord-est de l'actual província de Cadis a la fi del segle xv.
La Torre del Hakim (que en àrab significa "el savi" o "el lletrat") va donar lloc, doncs, a la denominació de Torre Alháquime. En l'antic emplaçament de la torre-fortalesa es va situar fins fa poc temps el cementiri de la localitat. Al voltant d'aquesta fortalesa musulmana va ser creixent el nucli urbà de l'actual vila de Torre Alháquime, i ho va fer d'una manera molt peculiar, en una disposició de cercles concèntrics per a salvar en tant que sigui possible el pendent.